# Latino sine flexione

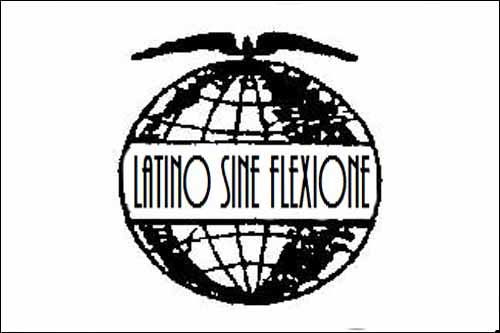
Bandera del latino sine flexione

Latino sine flexione (llatí sense flexió, abreujat LSF), també anomenat Interlingua de Peano (abreujat IL), és una llengua auxiliar presentada pel matemàtic italià Giuseppe Peano l'any 1903. És una versió simplificada de la llengua llatina, lliure de flexions nominals i verbals: a nivell de vocabulari, utilitza únicament la forma ablativa dels noms i la forma imperativa dels verbs; a nivell de gramàtica, utilitza preferentment partícules gramaticals. Per exemple, la preposició de expressa genitiu; ad expressa datiu.
L'esborrany inicial fou publicat a la Rivista di Matematica / Revue de Mathématiques sota el títol Latino sine Flexione, Lingua Auxiliare Internationale. S'argumenta que altres llengües auxiliars són innecessàries, ja que generalment la llengua llatina ja aporta la terminologia científica internacional. L'article comença en llatí clàssic, i gradualment suprimeix les diverses flexions gramaticals, mostrant així l'aplicació pràctica de la idea.

## Història
L'article «De Latino Sine Flexione» cita una sèrie d'idees de Leibniz per a l'adopció d'una forma molt simplificada de llatí. L'article de Peano va desenvolupar la idea d'una manera prou seriosa, guanyant així reputació dins el moviment de les llengües auxiliars. L'any 1904 Peano va publicar un assaig sobre la manera d'obtenir la gramàtica mínima d'un eventual Latino minimo, amb un vocabulari mínim purament internacional.
Durant anys, Peano i alguns col·legues van publicar articles en Latino sine flexione a la Rivista di Matematica / Revue de Mathématiques. Peano fins i tot va publicar l'edició final del seu conegut Formulario mathematico en LSF (1908), pel seu desig de demostrar-ne la utilitat pràctica com a nova llengua internacional. Irònicament, com indica Hubert Kennedy, molts matemàtics van ignorar aquesta edició final, ja que no els atreia l'aspecte artificial del llenguatge utilitzat. El mes d'octubre de 1907, Peano estava al Collège de France de Paris participant en la Delegació per a l'Adopció d'una Llengua Auxiliar Internacional. Havent declarat en favor de l'adopció del seu Latino sine flexione, finalment no va poder participar en la votació final, per causa d'afers laborals a Torí.
El 26 de desembre del 1908, Peano fou elegit membre i director de la Akademi internasional de lingu universal (en Idiom Neutral: Acadèmia internacional de la llengua universal). Aquesta acadèmia fou refundada un any després sota el nom (ja en LSF) Academia pro Interlingua. Cada acadèmic podia utilitzar la seva forma favorita d'Interlingua, el terme entès inicialment en un sentit general com a sinònim de llengua internacional. En aquest sentit coexistien amb el LSF les dues llengües anteriors de l'Acadèmia, el Volapük i l'Idiom Neutral. Finalment el terme interlingua va passar a denotar una versió reformada del Latino sine flexione, modelada segons les regles comuns que l'Academia Pro Interlingua anava adoptant per votacions freqüents dels seus membres (Kenney, p. 185), amb la corresponent forma abreujada IL (acrònim d'Inter-Lingua). Aquest procés de reforma queda reflectit en les pàgines de Discussiones, la revista oficial de l'Academia pro Interlingua des del 1909 al 1913. Aquesta i posteriors revistes de l'acadèmia han sigut recentment publicades en CD-Rom pel departament de matemàtiques de la universitat de Torí, el lloc on Peano va desenvolupar la seva activitat de docència i recerca.

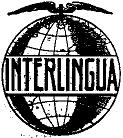
Signe d'Interlingua al 1911 (Discussiones N. 12)

Cada membre de l'Acadèmia era lliure d'escriure en el seu estil personal, i de fet alguns membres van proposar reformes radicals que eventualment podien acabar esdevenint llengües independents (com el Romanal de Michaux, o l'Interlingue de De Wahl. Per aquesta raó, el nom Interlingua de Peano pot considerar-se el nom més precís per a un llenguatge que el 1915 ja presentava algunes diferències importants respecte al Latino sine flexione de 1903. En l'article «De Latino Sine Flexione» Peano havia proposat de prendre els noms llatins en la forma més simple, no necessàriament l'ablatiu (per exemple, nomen en lloc de nomine). En conseqüència, l'any 1909 Peano va publicar un vocabulari per tal d'orientar en la selecció de la forma apropiada de cada nom, malgrat que un valor essencial de la Interlingua de Peano era que el seu lèxic podria ser trobat directament en qualsevol diccionari llatí, mitjançant la vocal temàtica de l'arrel per la terminació del genitiu.
Finalment, un extens vocabulari multilingüe de 14000 termes fou publicat el 1915.
L'any 1951 fou presentada una nova Interlingua per Alexander Gode com a últim director de la International Auxiliary Language Association (Associació internacional de la llengua auxiliar). Fou presentada com a independent de la Interlingua de Peano, perquè era el resultat d'un nou mètode lexicogràfic que seleccionava els prototipus comuns més recents. Ara bé, aquest mètode generalment condueix a l'ablatiu llatí, de manera que la major part del vocabulari de la Interlingua de Peano seria conservat. D'acord amb això, el mateix nom Interlingua fou conservat, si bé es va abreujar per un acrònim diferent: IA en lloc d'IL.

## Alfabet
Latino sine flexione utilitza l'alfabet llatí modern de 26 lletres, si bé les lletres K i W s'utilitzen rarament.
| Majúscules |   |   |   |   |   |   |   |   |   |   |   |   |   |   |   |   |   |   |   |   |   |   |   |   |   |
| A          | B | C | D | E | F | G | H | I | J | K | L | M | N | O | P | Q | R | S | T | U | V | W | X | Y | Z |
| Minúscules |   |   |   |   |   |   |   |   |   |   |   |   |   |   |   |   |   |   |   |   |   |   |   |   |   |
| a          | b | c | d | e | f | g | h | i | j | k | l | m | n | o | p | q | r | s | t | u | v | w | x | y | z |

## Pronunciació
Al Latino sine flexione hi ha dos sistemes possibles de pronunciació, el llatí clàssic i l'italià, encara que Peano considera el sistema clàssic més simple.
El valor fonètic de les lletres generalment coincideix amb els valors característics de l'alfabet fonètic internacional, amb les següents excepcions:
c equival a /k/, encara que tendint a /c/ davant /e/, /i/.
v equival a /w/.
x equival a /ks/.
y equival a /i/.
ph, th, ch, rh, equivalen respectivament a /f/, /t/, /k/, /r/.
Generalment l'accent va en la penúltima síl·laba, per exemple: latino, flexione.

## Parts del Discurs
Ja que els noms es prenen en la forma ablativa, i aquesta no apareix explícitament als diccionaris llatins, Peano proposa que la terminació d'ablatiu que utilitza el LSF pot deduir-se del genitiu, això és: noms acabats en -a -o -e -u -e, pels respectius genitius en -æ -i -is -us -ei.

Igualment, ja que els verbs es prenen en la forma imperativa, proposa que aquesta pot deduir-se de l'infinitiu present, això és: verbs acabats en -a -e -e -i, pels respectius infinitius en -are -ere -ĕre -ire. Els exemples que segueixen estant presos dels textos de mostra.

### Substantius
1. -a, -ae > -a (exemples: fortuna, gratia, natura, poeta, terra, vita)
2. -(us), -i > -o (cælo, debito, Deo, medico, populo, regno, scripto, verbo)
3. -(is), -is > -e (arte, debitore, lite, nomine, oratore, pane, patre, tentatione, virtute, voce, voluntate)
4. -us, -us > -u (gustu, manu)
5. -es, -ei > -e

En l'esbòs original del LSF (1903), la terminació de plural (-s) no s'utilitza quan la idea de plural ja ve indicada per un determinant de nombre (plure, multo, etc.) o pel context general. En canvi, en el diccionari de 1915 s'observa una tendència a utilitzar la terminació de plural en tot cas.

### Verbs
1. -o, -are > -a (exemples: adjuva, cura, da, designa, disputa, imita, impera, labora, lava, libera, manduca, sta, vola)
2. -eo, -ere > -e (debe, mane)
3. -o, -ĕre > -e (divide, ede, exclude, gene, induce, nasce, remitte, vive)
4. -io, -ire > -i (adveni)

Peano aconsella d'evitar la veu passiva, és a dir, frases del tipus Subjecte+Verb passiu+Agent, o similars. Ara bé, hi ha la possibilitat d'expressar la veu passiva mitjançant el participi passiu (es facto = llatí facitur).
Com ja succeeix en llatí vulgar (Grandgent, §114), els verbs deponents (que conserven la forma passiva, tot i haver adoptat sentit actiu) adopten la forma activa (vegeu imita, nasce).
El temps pretèrit pot ser indicat per diverses partícules davant del verb, principalment: e (partícula indoeuropea, utilitzada especialment en grec); o bé jam entès com a indicador de perfet.

El temps futur pot ser indicat per la partícula i (del verb ire); vade (de vadĕre); o bé vol (de velle, com al romanès).

### Adjectius i participis
1. -us, -a, -um, genitiu -i > -o (exemples: alio, facto, ipso, longo, malo, medio, nostro, quotidiano, sanctificato, tuo).
2. -is, -is, -e, genitiu -is > -e (breve, forte)

### Adverbis
Teòricament l'adjectiu ja pot fer la funció d'adverbi. Ara bé, se sol adjuntar l'expressió in modo, en consonància amb la partícula llatina quo-modo. Per exemple: in modo voluntario, o bé voluntario-modo (voluntàriament).

### Partícules gramaticals
Les partícules que no fan variació flexional en llatí clàssic es prenen en llur forma natural:
- supra, infra, intra, extra… (contrastant amb superiore, inferiore, interiore, exteriore de superior, -oris, etc.)
- super, subter, inter, praeter, semper… (contrastant amb nostro, vestro, dextro… de noster, -tra, -trum, etc.)
- tres, quatuor, quinque, sex, septem, octo, novem, decem… (contrastant amb uno de unus, -a, -um; duo de duo, -ae, -o; nullo de nullus, -a, -um; multo de multus, -a, -um, etc.)
- Altres preposicions: ab, ad, cum, de, ex, in, per, pro, sine, etc.
- Algunes conjuncions: aut, et, nam, sed, si, sicut, etc.
- Pronoms: me, te, se, nos, vos, illo, illos; que, qui, etc.
- Adverbis especials: antea, cras, hic, hodie, nunc, postea, semper, etc.
- Partícula de negació: non.
- Article: Teòricament no s'utilitza, però Peano planteja la possibilitat d'utilitzar illo com a article determinat, i uno com a indeterminat.

## Textos de mostra
El següent text és el Parenostre.
| Versió en Latino sine flexione: | Versió en llatí: | Versió en català: |
| Patre nostro, qui es in cælo, que tuo nomine fi sanctificato. Que tuo regno adveni; que tuo voluntate es facto sicut in cælo et in terra. Da hodie ad nos nostro pane quotidiano. Et remitte ad nos nostro debitos, sicut et nos remitte ad nostro debitores. Et non induce nos in tentatione, sed libera nos ab malo. Amen. | Pater noster, qui es in cælis, sanctificetur nomen tuum. Adveniat regnum tuum. Fiat voluntas tua, sicut in cælo, et in terra. Panem nostrum quotidianum da nobis hodie, et dimitte nobis debita nostra, sicut et nos dimittimus debitoribus nostris. Et ne nos inducas in tentationem, sed libera nos a malo. Amen. | Pare nostre, que esteu en el cel: Sigui santificat el vostre nom; Vingui a nosaltres el vostre regne. Faci's la vostra voluntat, com en el cel, així a la terra. Doneu-nos avui el nostre pa de cada dia. I perdoneu els nostres deutes, així com nosaltres perdonem els nostres deutors I no ens dugueu a la temptació, ans deslliureu-nos del mal. Amén. |

Per acabar, alguns proverbis clàssics:
| Llatí                                     | Latino sine flexione                | Català                                            |
| ----------------------------------------- | ----------------------------------- | ------------------------------------------------- |
| Ars imitatio naturae est.                 | Arte imita natura.                  | L'art és imitació de la natura.                   |
| Ars longa, vita brevis.                   | Arte (es) longo, vita (es) breve.   | L'art (és) llarg, la vida (és) breu.              |
| Designatio unius est exclusio alterius.   | Qui designa uno, exclude alio.      | La designació d'un és l'exclusió d'un altre.      |
| Divide et impera.                         | Divide et impera.                   | Divideix i impera.                                |
| Do ut des.                                | Me da ut te da.                     | Dono perquè donis.                                |
| Edimus ut vivamus, non vivimus ut edamus. | Nos ede pro vive, ne vive pro ede.  | Mengem per a viure, no vivim per a menjar.        |
| Fortes fortuna adjuvat.                   | Fortuna juva forte.                 | La fortuna ajuda els forts.                       |
| Gratia gratiam parit, lis generat litem.  | Gratia gene gratia, lite gene lite. | La gràcia genera gràcia, el litigi genera litigi. |
| De gustibus non est disputandum.          | Nos ne debe disputa de gustu.       | De gustos no hem de discutir.                     |
| Hodie mihi, cras tibi.                    | Hodie ad me, cras ad te.            | Avui a mi, demà a tu.                             |
| In medio stat virtus.                     | Virtute sta in medio.               | Al mig està la virtut.                            |
| Manus manum lavat.                        | Manu lava manu.                     | La mà renta la mà.                                |
| Medice, cura te ipsum.                    | Medico, cura te ipso.               | Metge, cura’t a tu mateix.                        |
| Nascimur poetae, fimus oratores.          | Nos nasce poeta et fi oratore.      | Naixem poetes, esdevenim oradors.                 |
| Qui non laborat, non manducet.            | Qui non labora, non debe manduca.   | Qui no treballa, que no mengi.                    |
| Verba volant, scripta manent.             | Verbo vola, scripto mane.           | Les paraules volen, els escrits romanen.          |
| Vox populi, vox Dei.                      | Voce de populo, voce de Deo.        | La veu del poble, la veu de Deu.                  |

## Crítiques
Segons el científic Lancelot Hogben, autor de la llengua auxiliar Interglossa, la Interlingua de Peano no exposa una gramàtica prou clara. Hogben considera que el punt feble de les llengües auxiliars en general sol ser que o bé tenen massa gramàtica del tipus erroni, o bé no prou del tipus correcte. (p. 10). En particular, Hogben argumenta que com a mínim els noms i els verbs haurien de ser fàcilment distingibles per unes terminacions característiques, per tal de poder captar immediatament l'estructura de cada frase (ja sigui la típica: Subjecte-Verb-Objecte, o qualsevol altra). Així, en la Interlingua de Peano els verbs podrien adoptar alguna forma específica, com ara l'infinitiu, que és suficient al discurs indirecte llatí. En canvi, Peano proposa l'imperatiu:
| «                                            | Lingua latino habet discurso directo, ut: “ Amicitia inter malos esse non potest ”, et discurso indirecto: “ (Verum est) amicitiam inter malos esse non posse ”. Si nos utimur semper de discurso indirecto, in verbo evanescit desinentia de persona, de modo, et saepe de tempore. Sumimus ergo nomen inflexibile, per persona modo et tempore, sub forma magis simplice, qui es imperativo. [Traducció: La llengua llatina té discurs directe, com “L'amistat entre els dolents no pot ser”, i discurs indirecte: “(És veritat) que l'amistat entre els dolents no pot ser”. Si utilitzem sempre el discurs directe, al verb desapareix la desinència de persona, de mode, i sovint de temps. Prenem doncs el nom inflexible, per persona, mode i temps, sota la forma més simple, que és l'imperatiu.] | » |
| — Peano, De Latino Sine Flexione (1903, § 4) | |   |

La manca d'un article pot generar problemes, ja que en Latino sine flexione els substantius no tenen una terminació distintiva respecte als adjectius i verbs. Peano va suggerir que el pronom illo (allò, aquell) podria funcionar com a article, però per Hogben un article ha de ser un article "pur" sense valor pronominal. Altres llengües auxiliars han provat algun tipus de marca distintiva (per exemple, la terminació adjectival -a d'esperanto, la -i d'interlingue, o bé la posició fixa de l'adjectiu davant el nom per Interglossa). Segons Hogben, la sintaxi de Peano seria més conservadora:
| «                                    | Because P [Peano’s Interlingua] is the isolating offspring of its highly flexional parent, Latin, it has a poor equipment of empty words, and an aristocratic indifference to the necessity for simple rules of sentence-construction. The fact is that no pioneer of language-planning –least of all Peano– has undertaken the task of investigating what rules of word-order contribute most to intrinsic clarity of meaning and ease of recognition. [Traducció: Ja que la Interlingua de Peano és el descendent aïllant del seu pare altament flexional (el llatí), té un equipament pobre de paraules buides [articles], i una indiferència aristocràtica a la necessitat de regles simples per a la construcció de frases. El fet és que cap pioner de la planificació de llengües –el que menys Peano– ha emprès la tasca d'investigar quines regles d'ordre de paraules contribueix més a la claredat intrínseca de significat i facilitat de reconeixement.] | » |
| — Hogben, Interglossa. (1943, p. 11) | |   |

Revisant un llistat dels títols llatins més coneguts, es pot concloure que la seqüència nom-adjectiu és la norma en llatí, encara que la seqüència inversa també és corrent. La proporció és aproximadament de 2 sobre 1 en una llista de títols llatins comentada per Stroh. Per exemple, “Principia Mathematica”.
Pel que fa a la seqüència nominatiu-genitiu, pot ser la norma en llatí en una proporció similar. Per exemple, “Systema Naturae”. De fet, la seqüència nominatiu-genitiu sempre ha de ser la norma en la Interlingua de Peano, ja que la preposició de precedeix el genitiu. Així, Philosophiæ Naturalis Principia Mathematica es traduiria Principio Mathematico de Philosophia Naturale. Ja que la funció d'ambdós, adjectiu i genitiu, és sovint la mateixa, es pot inferir que la seqüència nom-adjectiu podria ser sempre la norma:
"Adiectivo qui deriva ab sustantivo vale genitivo: aureo = de auro." Peano (1903, § 6).
[Traducció: L'adjectiu que deriva del substantiu equival al genitiu: auri = d'or.]